# 致理科技大学
致理科技大学（ちりかぎだいがく、Chihlee University of Technology）は、台湾新北市板橋区に位置する私立大学である。

## 歴史
| 年     | 月日   | 事跡                                                                            |
| ------ | ------ | ------------------------------------------------------------------------------- |
| 1965年 | 9月2日 | 「致理商業専科学校」として開校                                                  |
| 1965年 | 10月   | 国際貿易、企業管理の2学科の生徒募集を開始                                       |
| 1965年 | 10月   | 銀行保険、会計統計の2学科の生徒募集を開始                                       |
| 1968年 | -      | 2年制技芸部商業会計学科を新設                                                   |
| 1972年 | -      | 2年制夜間部国際貿易、企業管理学科を新設 2年制技芸部商業会計学科の生徒募集を停止 |
| 1983年 | -      | 二専夜間会計統計学科を新設                                                      |
| 1988年 | -      | 二専夜間部商業文書学科を新設                                                    |
| 1989年 | -      | 二専夜間部銀行保険学科を新設                                                    |
| 1998年 | -      | 専科進修学校を新設                                                              |
| 2000年 | -      | 「致理技術学院」と改称 専科部を設置                                             |
| 2001年 | -      | 進修学院を新設                                                                  |

## 組織
- 国際貿易学科
- 企業管理学科
- 財務金融学科
- 会計情報学科
- 応用英語学科
- 情報管理学科
- 応用日本語学科
- マルチメディアデザイン学科
- 情報ネット技術学科
- 商業自動化管理学科
- 保険金融管理学科
- 販売流通管理学科
- 財経法律学科
- レジャーとレクリエーション管理学科
- 両岸経済貿易研究センター
- 社会教育センター
- 教養教育センター
- 言語センター